# Arhitektura u 1462.
◄◄ | ◄ | 1459. | 1460. | 1461. | 1462.  | 1463. | 1464. | 1465. | ► | ►►
Arhitektura • Astronomija • Glazba • Knjige • Književnost • Kršćanstvo • Medicina • Pravo • Promet • Slikarstvo • Znanost
Arhitektura u 1462.

## Svijet

### Zgrade i druge građevine

#### Dovršetak gradnje/renovacije ili otvaranje
- Ponte della Paglia, Venecija

## Vanjske poveznice
|  | Zajednički poslužitelj ima još gradiva o temi Arhitektura u 1460-im |